# Принстерер, Грун ван
Гийом Грун ван Принстерер (Guillaume Groen van Prinsterer, 21 августа 1801 Ворбюрг — 19 мая 1876, Гаага) — нидерландский писатель и государственный деятель.
С 1840 по 1865 г. был членом парламента; принадлежал к ревностным защитникам монархии и независимости церкви от государства. Главные его исторические труды: «Handboek der geschiedenes vau het Vaderland», «Bijdrage tot herzienining der grondwet in nederlandschen zin», «Ongeloof en Revolutie», «Maurice et Barneveld»; свод исторических материалов под заглав.: «Archives, ou correspondance inédite de la maison d’Orange-Nassau». Против прусской политики 1864 и 1866 г. написаны им «La Prusse et les Pays-Bas», «A mes amis à Berlin», «L’Empire Prussien et l’apocalypse».